# Scione youngi
Scione youngi är en tvåvingeart som beskrevs av Wilkerson 1979. Scione youngi ingår i släktet Scione och familjen bromsar.
Artens utbredningsområde är Colombia. Inga underarter finns listade i Catalogue of Life.